# Preganjanje kristjanov v Sovjetski zvezi
Skozi zgodovino Sovjetske zveze (1917–1991) so bila obdobja, ko so sovjetske komunistične oblasti brutalno zatirale in preganjale različne oblike cerkve in vere v različnem obsegu, odvisno od državnih interesov. Sovjetska marksistično-leninistična politika je dosledno zagovarjala nadzor, zatiranje in nazadnje odpravo verskih prepričanj ter aktivno spodbujala širjenje marksistično-leninističnega ateizma v Sovjetski zvezi, vendar večina religij nikoli ni bila uradno prepovedana.
Država se je zavzemala za uničenje vere in za dosego tega cilja je uradno obsodila verska prepričanja kot vraževerna in zaostala. Sovjetska komunistična partija je uničevala cerkve, sinagoge, samostane in mošeje, nadlegovala, zapirala in pobijala je verske voditelje, šole in medije pa je preplavila s protiverskimi nauki ter uvedla sistem prepričanj, imenovanih »militantni ateizem«, s svojimi rituali, obljubami in preganjalci. Po nekaterih virih naj bi bilo skupno število krščanskih žrtev v času sovjetskega komunističnega režima okoli 12 do 20 milijonov. Med leti 1937 in 1941 je bilo ubitih najmanj 106.300 ruskih bogoslovcev. Verska prepričanja in običaji so obstali pri večini prebivalstva, ne le na zasebnem področju, temveč tudi v razpršenih javnih prostorih, ki jim je država priznala, da ji ni uspela tako spreobrnitev kot tudi odstranitev politične nevarnosti v državni kulturni vojni.

## Uradno sovjetsko stališče
Sovjetski režim je že od svojega nastanka sovražil cerkev in je zanj predstavljala enega največjih sovražnikov, zato se je sovjetski režim navidezno zavezal popolnemu uničenju verskih institucij in idej. Komunistična ideologija ni mogla soobstajati niti z neprekinjenim vplivom religije in obstojem Cerkve kot ločene inštitucije. Vladimir Lenin je kasneje zahteval »da komunistična propaganda uporabi militantnost proti vsem idealizmom in religiji.« Iz tega se je kasneje razvil militantni ateizem. "Militantni" je označevalo brezkompromisen odnos do vere in prizadevanje, da bi vera osvojila srca vernikov in misli iz lažne filozofije. Militantni ateizem je postal osrednji del ideologije Komunistične partije Sovjetske zveze in visoko zavezujoči standard vseh sovjetskih voditeljev. Prepričani ateisti so veljali za bolj politično spretne in krepostne posameznike.
Država je ateizem uveljavila kot edino znanstveno resnico. Sovjetske oblasti so do leta 1936 prepovedale kritiko ateizma in agnosticizma ali državne verske politike; takšna kritika bi lahko povzročila prisilno upokojitev.
Sovjetska zakonodaja uradno ni nikoli prepovedala uveljavljanja verskih stališč, pravico do verskega prepričanja so nudile tudi vse 3 različne sovjetske ustave. Ker pa je marksistična ideologija, kot so jo razlagali Lenin in njegovi nasledniki, vero obravnavala kot oviro pri izgradnji komunistične družbe, je postal konec vseh religij (in nadomestitev z ateizmom) temeljni ideološki cilj sovjetske države. Uradno preganjanje vere je potekalo s številnimi pravnimi ukrepi, ki so bili zasnovani tako, da so ovirali izvajanje verskih dejavnosti in podpirali protireligiozno propagando in izobraževanja. V praksi si je država prizadevala nadzorovati tudi dejavnosti verskih organov in se vmešavati v njihove notranje zadeve, s končnim ciljem, da bi izginili.
Komunistična partija je pogosto zavračala načelo obravnavanja vseh verskih vernikov kot javnih sovražnikov, deloma zaradi pragmatičnih premislekov (glede na veliko število ljudi, ki so se držali določene vere), deloma pa zaradi prepričanja, da je veliko število vernikov. Med njimi je bilo veliko zvestih sovjetskih državljanov, ki so jih oblasti skušale prepričati, naj postanejo ateisti, preden so jih neposredno versko napadle. 
Verniki so bili vedno podvrženi protiverski propagandi in zakonodaji, ki je omejevala njihovo versko ravnanje. V sovjetski družbi so pogosto trpeli omejitve. Sovjetska komunistična država je upeljala več omejevalnih ukrepov, vendar so bili verniki redko podvrženi uradni aretaciji, zaporu ali usmrtitvi zgolj zaradi njihovega verskega prepričanja. Namesto tega so metode preganjanja predstavljale reakcijo na dojemanje (resničnega ali namišljenega) njihovega upora proti širši protiverski kampanji države.
Gonjo so sovjetske oblasti oblikovale z namenom razširjanja ateizma in nasilnih dejanj ter taktike terorja, ter se pri tem sklicevale na zaznan domnevni upor proti državi države, katerega cilj v širši shemi ni bil zgolj zatreti nasprotovanja, temveč tudi uveljaviti ateizem.

## Sovjetska taktika
Taktika se je z leti spreminjala in je bila v različnih obdobjih milejša ali ostrejša. Nekatere skupne lastnosti taktik so vključevale odvzem cerkvene lastnine, posmehovanje veri, nadlegovanje vernikov in razširjanje ateistične propagande v šolah. Dejanja proti določenim religijam so določali državni interesi, večina organiziranih religij ni bila nikoli prepovedana. 
Nekatera dejanja zoper pravoslavne duhovnike in vernike so vključevala mučenje, usmrtitev ali pošiljanje v zaporniška ali delovna taborišča in psihiatrične bolnišnice. Mnogi pravoslavci (skupaj z ljudmi drugih veroizpovedi) so bili tudi podvrženi psihološkemu kaznovanju ali mučenju in eksperimentiranju z nadzorom uma, da bi jih prisilili v odrekanje svoje veroizpovedi. V prvih petih letih sovjetske oblasti so boljševiki usmrtili 28 ruskih pravoslavnih škofov in več kot 1200 ruskih pravoslavnih duhovnikov. Mnogi drugi so bili zaprti ali izgnani.
V Sovjetski zvezi je poleg metodičnega zapiranja in uničenja cerkva, dobrodelno in socialno delo, ki so ga prej opravljale cerkvene oblasti, prevzela država. Tako kot vsa zasebna lastnina je bila tudi cerkvena lastnina zaplenjena in dana v javno last. Maloštevilni bogoslužni prostori, ki so bili še vedno v lasti cerkve, so bili po zakonu obravnavani kot državna last, ki ga je vlada cerkvi dovolila uporabljati. 
V obdobju po drugi svetovni vojni so bili protestanti (baptisti, binkoštni, adventisti itd.) prisilno poslani v psihiatrične bolnišnice ali pa so jim sodili in jih zaprli (pogosto zaradi zavrnitve vojaške službe). Nekaterim so bile na silo odvzete starševske pravice.

## Protiverska kampanja 1917–1921
Avgusta 1917 je z razpadom carske vlade svet Ruske pravoslavne Cerkve ponovno ustanovil patriarhat in za patriarha izvolil metropolita Tihona.
Novembra 1917, nekaj tednov po oktobrski revoluciji, je bil ustanovljen Ljudski komisariat za razsvetljenstvo, ki je mesec dni kasneje ustanovil Vseslovansko zvezo učiteljev-internacionalistov z namenom odstranitve verskega pouka iz šolskih programov. Za okrepitev protiverske propagande v šolskem sistemu je bila novembra 1920 ustanovljena Glavna uprava za politično razsvetljenje (rusko Glavpolitprosvet).
Leninov odlok o ločitvi cerkve od države v začetku leta 1918 je nekdanji uradni Cerkvi odvzel status pravne osebe, pravico do lastništva in poučevanja vere v državnih in zasebnih šolah ali v kateri koli skupini mladoletnikov. Odlok je odpravil cerkvene privilegije in s tem končal zavezništvo med cerkvijo in državo. Duhovniki so odkrito napadli odlok, vodstvo Cerkve je vernikom izdalo apel za zavračanje odloka.
Poleg tega je odlok »O ločitvi Cerkve od države in šole od Cerkve« določal tudi odnose med Cerkvijo in šolskim sistemom. O poučevanju religije je dejal: »Poučevanje religioznih doktrin v državnih in javnih, kot tudi zasebnih izobraževalnih ustanovah, ni dovoljeno. Državljani se lahko o religiji poučujejo zasebno.«
Moskovski patriarh Tihon je 19. januarja 1918 (julijanski koledar) zaradi izvajanja protiverske kampanje izobčil sovjetsko vodstvo. V maščevanju je komunistični režim aretiral in ubil na desetine škofov, tisoče predstavnikov nižje duhovščine in redovnikov ter množico laikov. Zaseganje cerkvenega premoženja v naslednjih nekaj letih je zaznamovalo kruto nasilje.
Med državljansko vojno v Rusiji je bilo pobitih veliko duhovnikov. Nekateri so umrli zaradi spontanega nasilja, ki je poraslo v vojnem kaosu, nekatere pa so usmrtile službe državne varnosti zaradi podpore beli armadi. Cerkev trdi, da je bilo med revolucijo ubitih 322 škofov in duhovnikov. Med junijem 1918 in januarjem 1919 so cerkveni uradniki trdili, da so ubili enega metropolita, 18 škofov, 102 duhovnika, 155 diakonov in 90 redovnikov (o laikih ni podatkov). V podatke niso vključena stanja v regijah Volga, Kama in še nekaj drugih regijah. Ocena o 330 ubitih duhovnikih in redovnikih, pobitih do leta 1921, je bila morda podcenjena, saj je bilo do leta 1921 porušenih 579 samostanov in pri tem opravljeno večje število pobojev.
Številni oddelki Ruske pravoslavne cerkve so podpirali protisovjetske režime, kot so bile sile admirala Kolčaka in polkovnika Denikin med državljansko vojno. Ufski škof je imel leta 1918 več ksenofobskih in antiboljševiških govorov. Jekaterinburški nadškof je ob usmrtitvi družine Romanovih julija 1918 organiziral demonstracije in slavil prihod admirala Kolčaka, ko je februarja 1919 osvojil mesto. Tako na sibirski kot na ukrajinski fronti so t.i. »polki Jezusa Kristusa«, sestavljeni iz predstavnikov ortodoksnih hierarhov, pomagali belim armadam. Decembra 1918 se je duhovnik Georgij Šavelskij pridružil propagandni agenciji južne bele armade.
Razširjenega nasilja Rdeče armade proti Cerkvi Lenin ni odkrito podpiral, vendar so se kasneje višji častniki sklicevali na centralne ukaze. Nasilje so opravičevali z zgodovinskim revizionizmom in izjavo, da se je Cerkev aktivno borila proti njim.
Cerkev je izrazila podporo protirevolucionarnemu poskusu državnega udara generala Kornilova, pomagala upornikom revolucionarjev Kerenskega in Krasnova ter pozvala vernike, naj se borijo proti novi državi in celo izlivajo kri v boju proti njej. Cerkev je izrazila podporo tudi protirevolucionarnemu poskusu državnega udara generala Kornilova
Tihon je izobčil sovjetsko vlado in vernike pozval, naj se borijo proti njej in njenim odlokom. Moskovski škof je tudi izdal apel z naslovom »Ortodoksnim ljudem«, v katerem je vernikom predstavil svoje mišljenje in svoje prepričanje, da bi verniki morali dati svoje življenje kot mučeniki v trudu, da bi ohranili svojo religijo. Večina duhovščine se je na rusko revolucijo odzvala z odkrito sovražnostjo. Med državljansko vojno so v upanju na obnovo predrevolucionarne vladavine številni predstavniki ruske ortodoksne duhovščine sodelovali ali simpatizirali z Belo armado.  Cerkev je sprejela akt o pravnem položaju Cerkve v Rusiji, s katerim je poskušala uveljaviti pravice, ki jih je uživala pod starim režimom. Pravoslavna cerkev, kot je zapisano v dokumentu, »ima med drugimi veroizpovedmi najpomembnejši javni in pravni položaj v ruski državi«.
Cerkveno nasprotovanje sovjetski vladi je bilo del splošnega protirevolucionarnega gibanja. V prvih dneh po zmagi oktobrske oborožene vstaje v Petrogradu (današnji Sankt Peterburg) je duhovščina pomagala pri poskusu rušenja sovjetske oblasti Krasnova in Kerenskega. Dejavnosti krajevnega koncila v Moskvi so podpirale kadete, ki so se uprli. Ko so se revolucionarji ustalili v Kremlju, so bili vsi zvonovi cerkva in katedral zavrženi.
Cerkveni odpor ni bil organiziran na nacionalni ravni in Tihon ni nikoli blagoslovil Bele armade. Patriarh je med državljansko vojno razglasil svojo nevtralnost in poskušal izdati navodila o politični nevtralnosti in političnemu ločevanju. Propaganda je takrat trdila, da je to prikrivanje resničnega položaja cerkve in njene naklonjenosti vračanju carizma.
Poleg tega je goljufija kasnejših sovjetskih revizij jasno razvidna iz dejstva, da nobeno od dokumentiranih dejanj brutalnosti nad pripadniki duhovščine s strani rdečih ni vključevalo nikogar, ki je dejansko vzel orožje z belci, in le nekaj jih je bilo primerov duhovnikov, ki so dali glasno podporo. Goljufanje takšnega revizionizma je še dodatno pokazalo dejstvo, da so razkosavanje neoboroženih zapornikov, skalpiranje in mučenje vernikov, ustrelitve na duhovnikove žene in otroke ter številna druga dejanja, zapisana v dokumentiranih dejanjih brutalnosti Rdečih nad pravoslavnimi Cerkev med državljansko vojno nima nič opraviti z "samoobrambo".
Protiverska ateistična propaganda je bila za Leninovo stranko bistvenega pomena že od njenih zgodnjih predrevolucionarnih dni, režim pa je kmalu po prihodu na oblast hitro ustvarjal ateistične revije, ki so napadale vero. Prva je delovala pod imenom Revolucija in cerkev (Revolustiia i tserkov). V ideologiji je prvotno veljalo, da bo religija s prihodom revolucije hitro izginila in da bo njena zamenjava z ateizmom neizogibna. Vodstvo nove države pa ni trajalo veliko časa, da je prišlo do zaključka, da religija ne bo izginila sama od sebe in si je treba bolj prizadevati za protiversko propagando. 
V ta namen je bilo ateistično delo centralno konsolidirano pod oddelkom za agitacijo in propagando CK KP (Agitprop) leta 1920 z uporabo smernic 13. člena Ruske komunistične partije (RCP), sprejetih na 8. kongresu stranke.

V členu 13 je navedeno: 
Kar zadeva religijo, RCP ne bo zadovoljen z dekretirano ločitvijo Cerkve od države... Cilj stranke je popolno uničenje povezav med izkoriščevalskimi razredi in ... versko propagando, hkrati pa pomagati pri dejanski osvoboditvi delavske množice iz verskih predsodkov in organiziranje čim širše izobraževalno razsvetljevalne in protiverske propagande. Hkrati se je treba previdno izogibati kakršnim koli žalitvam občutkov vernikov, ki bi privedla do utrjevanja verskega fanatizma. 

Članek bi bil v poznejših letih zelo pomemben za protiversko politiko v ZSSR, njegov zadnji stavek-ki je bil prezrt in priznan na različnih točkah sovjetske zgodovine-pa bi imel vlogo v poznejših spopadih za oblast med različnimi sovjetskimi voditelji. 
Javne razprave so potekale med kristjani in ateisti po revoluciji, dokler niso bile prekinjene leta 1929. Med slavnimi udeleženci teh razprav je bil na ateistični strani komisar za razsvetljenstvo Anatolij Lunacharsky. Ljudje bi se ure in ure vrstili, da bi dobili sedeže, da bi jih videli. Oblasti so včasih poskušale omejiti čas govora kristjanov na deset minut, ob drugih priložnostih pa bi razpravo prekinili v zadnjem trenutku. Morda je to posledica domnevno visoke kakovosti nekaterih verskih razpravljavcev.  Profesor V.S.  Martsinkovsky, vzgojen kot pravoslavni, ki pa je postal evangeličanski protestant, je bil eden najboljših na verski strani, Lunacharsky pa naj bi po izgubi v prejšnji razpravi preklical eno od svojih razprav z njim. Nekoč leta 1921 je na eno od razprav Martsinkovskega prišla velika množica komsomolskih hekerjev in zasedla dve prvi vrsti. Ko je voditelj poskušal hekleti, so ga fantje našli brez podpore, nato pa so mu povedali, da ne govori tistega, kar jim je rekel, da bo povedal.

## Protiverska kampanja 1921–1928
Deseti kongres CPSU se je sestal leta 1921 in sprejel resolucijo, ki je pozivala k „obsežni organizaciji, vodstvu in sodelovanju pri nalogi protiverske agitacije in propagande med širokimi množicami delavcev, z uporabo množičnih medijev, filmov, knjig, predavanja in druge naprave. 
Ko so cerkveni voditelji po ustavi zahtevali svobodo veroizpovedi, so se boljševiki odzvali s strahom. Komunisti so leta 1922 ubili kijevskega metropolita in usmrtili še dodatnih osemindvajset škofov in 6.775 duhovnikov. Kljub množičnim demonstracijam v podporo cerkvi je represija pokorila večino cerkvenih voditeljev. 
Avgusta 1921 je na plenarnem zasedanju CK KPJ (najvišjega državnega vodstva) sprejeto 11-točkovno navodilo o razlagi in uporabi 13. člena (omenjeno zgoraj). Razlikoval je med verniki in neizobraženimi verniki ter slednjim omogočil članstvo v stranki, če so bili predani komunizmu, vendar jih je bilo treba prevzgojiti, da bi postali ateisti. Prav tako je pozval k zmernosti v protiverski kampanji in poudaril, da se država bori proti vsej veri in ne le proti posameznikom (na primer pravoslavni cerkvi).
Javne razprave so se začele zatirati po 10. kongresu, dokler niso bile uradno prekinjene leta 1929 in so jih ateisti nadomestili z javnimi predavanji. V. S. Martsinkovsky je bil zaradi svojega pridiganja, ki je pritegnilo ljudi k veri, leta 1922 aretiran in poslan v izgnanstvo, rečeno pa mu je bilo, da se lahko vrne v nekaj letih, ko bodo delavci postali pametnejši (pravzaprav se nikoli ni smel vrniti). 
Cerkev naj bi v dvajsetih letih dvajsetega stoletja poskušala ustanoviti brezplačne teo-filozofske akademije, študijske krožke in periodične publikacije, ki jih je Lenin spoznal z aretacijo in izgonom vseh organizatorjev v tujini ter s silo ukinil ta prizadevanja. 
Kljub navodilom iz avgusta 1921 je država zelo ostro nasprotovala pravoslavni cerkvi z izgovorom, da je to dediščina carske preteklosti (razlika v praksi in politiki je lahko odražala notranje nesoglasje med vodstvom stranke). Leon Trocki je želel ubiti patriarha Tihona, vendar je Lenin to prepovedal iz strahu, da bi izbral še enega patriarha Hermogena (patriarha, ki so ga ubili Poljaki, ko so leta 1612 zasedli Moskvo).  
Da bi oslabila pravoslavno cerkev, je država podprla razkol, imenovan Renovationist sekta, s tem, da ji je leta 1922 priznala pravno veljavo in še naprej terorizirala staro pravoslavce ter ji odvzela pravna sredstva za obstoj. Patriarh je bil aretiran leta 1922 po tanko prikritem kazenskem postopku, njegovo poklicno kariero pa so prevzeli obnovitelji. Obnovitelji so na oblast obnovili sveto sinodo in povzročili razkol med duhovniki in verniki. 

## Protiverska kampanja 1928–1941
Pravoslavna cerkev je v tridesetih letih 20. stoletja močno trpela, mnogi njeni člani pa so bili pobiti ali poslani v delovna taborišča. Med letoma 1927 in 1940 se je število pravoslavnih cerkva v Ruski republiki zmanjšalo z 29.584 na manj kot 500. Leto prelomnice je bilo 1929, ko je sovjetska politika vzpostavila veliko nove zakonodaje, ki je bila podlaga za ostro protireligijsko preganjanje v tridesetih letih 20. stoletja.
Protiversko izobraževanje je bilo uvedeno v prvem razredu leta 1928, protiversko delo pa se je v celotnem izobraževalnem sistemu okrepilo. Hkrati je vlada, da bi odstranila cerkvene intelektualce in podprla uradno propagando, da samo zaostali ljudje verjamejo v Boga, izvedla množično pobijanje krščanskih intelektualcev, od katerih jih je večina umrla v taboriščih ali v zaporu. 
Uspešno tekmovanje cerkve z nenehno in razširjeno ateistično propagando je spodbudilo sprejetje novih zakonov leta 1929 o "verskih združenjih" in spremembe ustave, ki so prepovedovale vse oblike javnih, družbenih, skupnostnih, izobraževalnih, založniških ali misijonarskih dejavnosti za vernike. To je seveda tudi preprečilo, da bi cerkev natisnila kakršno koli gradivo za javno porabo ali se odzvala na kritike na njegov račun. To je povzročilo širjenje številnih verskih traktatov kot nezakonite literature ali samizdata. Uvedeni so bili številni drugi ukrepi, ki so bili načrtovani za uničenje cerkve in so dejansko preprečili, da bi bile kakršne koli verske dejavnosti zunaj bogoslužnih služb v stenah redkih cerkva, ki bi ostale odprte, in tudi te bi bile močno vmešane in nadlegovane. Razredi katekizma, verske šole, študijske skupine, nedeljske šole in verske publikacije so bili vsi nezakoniti in strogo prepovedani.
Zveza militantnih brezbožnikov pod vodstvom Jemeljana Jaroslavskega je bila glavni instrument protiverske kampanje in je dobila posebne pristojnosti, ki so ji omogočale, da je javnim ustanovam po vsej državi narekovala, kaj morajo storiti za kampanjo. 
Po letu 1929 in v tridesetih letih 20. stoletja so zapiranje cerkva, množični aretacije duhovščine in versko aktivnih laikov ter preganjanje ljudi zaradi obiskovanja cerkve dosegli neverjetne razsežnosti.  LMG je uporabila teroristično taktiko proti vernikom, da bi nadaljevala kampanjo, hkrati pa se je uporabljala pod krinko zaščite države ali pregona kršiteljev zakonov. Duhovniki so bili napadeni zaradi tujih vohunov in sojenja škofom z duhovščino ter laičnimi privrženci, za katere so poročali, da so bile razkrinkane "subverzivne teroristične tolpe". Takratna uradna propaganda je zahtevala izgon samega koncepta verovanja Boga iz Sovjetske zveze. Ta preganjanja naj bi pripomogla k odpravi religije. Od leta 1932 do 1937 je Josif Stalin razglasil petletne načrte ateizma in LMG je bil zadolžen za popolno odpravo vseh verskih izrazov v državi. Mnoge od teh istih metod in taktike terora so bile vsiljene tudi proti drugim, za katere je komunistični režim menil, da so njihovi ideološki sovražniki.
Razprava med desničarsko in levičarsko stranjo o tem, kako se najbolje boriti proti veri, je prišla do nekega zaključka leta 1930 in pozneje, ko je država uradno obsodila skrajnosti na obeh straneh.  Marksistične voditelje, ki so zavzeli eno ali drugo stališče o tem vprašanju, bi napadel paranoični Stalin, ki ni dopuščal, da druge oblasti govorijo kot oblasti o javni politiki.
Zatišje v aktivnem preganjanju se je zgodilo v letih 1930–33 po Stalinovem članku iz leta 1930 „Vrtoglavica od uspeha“, ki pa se je nato spet vneto vračal. 
Leta 1934 je preganjanje obnoviteljske sekte začelo dosegati razsežnosti preganjanja stare pravoslavne cerkve. 
Med množičnimi poboji leta 1937 in 1938 so cerkveni dokumenti zapisali, da je bilo aretiranih 168.300 ruskih pravoslavnih duhovnikov. Od tega je bilo ubitih 106.300. Več tisoč žrtev preganjanja je bilo priznanih v posebnem kanonu svetnikov, znanem kot "novi mučenci in spovedniki Rusije".
V poznih tridesetih letih dvajsetega stoletja je prišlo do upada navdušenja nad kampanjo. Ton protiverske kampanje se je spremenil in postal bolj zmeren. Končal se je ob začetku druge svetovne vojne. 
Uradni sovjetski podatki so poročali, da je do leta 1937 do ene tretjine mestnega prebivalstva in dve tretjini podeželskega prebivalstva še vedno imelo verska prepričanja. Vendar pa sta protireligiozna kampanja v zadnjem desetletju in teroristična taktika militantnega ateističnega režima učinkovito odpravili vso javnost. Izrazi vere in skupnostna zbiranja vernikov zunaj obzidja redkih cerkva, ki so še vedno opravljale bogoslužje. To je bilo doseženo v državi, ki je imela le nekaj desetletij prej globoko krščansko javno življenje in kulturo, ki sta se razvijali skoraj tisoč let.

## Preganjanje vere med drugo svetovno vojno
ZSSR je v letih 1939–1940 priključila nova ozemlja, vključno z vzhodno Poljsko, baltskimi republikami in delom Finske. Protiversko delo na teh ozemljih je bilo v primerjavi s preostalo državo, ki je po aneksijah na splošno doživelo upad preganjanja, ohlapno. Redni sedemdnevni delovni teden je bil vrnjen leta 1940. 
Adolf Hitler je junija 1941 napadel Sovjetsko zvezo, številne cerkve pa so bile ponovno odprte pod nemško okupacijo. Stalin je končal protiversko kampanjo, da bi zbral državo in preprečil veliko bazo nacistične podpore (ki je na nekaterih območjih obstajala v zgodnjih fazah invazije). Septembra 1941, tri mesece po nacističnem napadu, so bile zadnje antireligijske revije uradno zaprte zaradi pomanjkanja papirja. Cerkve so bile v Sovjetski zvezi ponovno odprte in Liga militantnih brezbožnikov je bila razpuščena. Emelian Yaroslavsky, vodja in ustanovitelj LMG, ki je v tridesetih letih dvajsetega stoletja vodil celotno nacionalno protiversko kampanjo, se je znašel pri pisanju članka v pohvalo pravoslavnemu kristjanu Fjodorju Dostojevskemu zaradi njegovega domnevnega sovraštva do Nemcev.
Nemške sile so, čeprav so dopuščale veliko večjo versko strpnost, med okupacijo poskušale prekiniti zvestobo pravoslavne cerkve patriarhu v Moskvi, včasih z grožnjami. Ukrajinski banderistični nacionalistični partizani so pod okupacijo pobili številne duhovnike, ki so ohranili zvestobo patriarhu. Nemci, čeprav so dovolili ponovno odpiranje cerkva in verskega življenja na okupiranem območju, niso dovolili ponovnega odpiranja semenišč zaradi okupacijskega cilja odprave izobraževanja za slovanske narode, ki bi se zmanjšalo le na prva dva razreda osnovne šole. 
Josif Stalin je oživil Rusko pravoslavno cerkev, da bi okrepil domoljubno podporo vojnim prizadevanjem, Rusijo pa je predstavil kot zagovornico krščanske civilizacije, ker je videl, da ima cerkev zmožnost vzbuditi ljudi na način, ki ga stranka ne bi mogla in ker je želel zahodniško pomoč. 4. septembra 1943 je sovjetski voditelj Josif Stalin, ki je predlagal ustanovitev Moskovskega patriarhata, uradno sprejel metropolite Sergija (Stragorodskega), Aleksija (Simanskega) in Nikolaja (Jaruševiča). Dobili so dovoljenje za sklic koncila 8. septembra 1943, na katerem je bil izvoljen Sergijev patriarh Moskve in vse Rusije. Cerkev je bila ponovno prisotna v javnosti in sprejela ukrepe, s katerimi je potrdila svojo hierarhično strukturo, ki je bila odločno v nasprotju z zakonodajo iz leta 1929 in celo z Leninovim odlokom iz leta 1918. Uradna zakonodaja pa ni bila nikoli umaknjena, kar nakazuje, da oblasti niso menile, da bo toleranca postala stalna. Nekateri menijo, da je to kršitev XXX apostolskega kanona, saj posvetne oblasti niso mogle posvetiti nobenega cerkvenega hierarha. Izvoljen je bil novi patriarh, odprle so se teološke šole in začelo je delovati na tisoče cerkva. Seminar Moskovske teološke akademije, ki je bil od leta 1918 zaprt, je bil izpuščen.
Mnogi preživeli duhovniki bi se lahko vrnili iz koncentrijskih taborišč ali zaporov, čeprav je precejšnje število (zlasti tistih, ki niso priznali Sergijeve zaveze zvestobe iz leta 1927) ostalo in se jim ni smelo vrniti, razen če so se odrekli svojemu položaju. Nekateri duhovniki, ki niso priznali zaveze iz leta 1927, na primer škof Afanasii (Saharov), so priznali veljavnost novih volitev in celo spodbudili tiste v podzemni cerkvi, da to storijo, vendar se kljub temu niso smeli vrniti iz izgnanstva. 
Tudi po približevanju se je v nekaterih primerih še vedno uporabljala taktika terorizma. Potem ko je Rdeča armada ponovno zavzela svoja okupirana ozemlja, je bilo veliko duhovnikov in menihov na teh ozemljih aretiranih in poslanih v zapore ali taborišča za zelo dolgo obdobje, domnevno zaradi sodelovanja z Nemci, a dejansko zaradi njihove obnove verskega življenja pod okupacijo. 
Na primer, riški duhovnik Nikolaj Trubetskoi (1907–1978) je živel pod nacistično okupacijo Latvije, in ko so se Nemci leta 1944 umaknili iz Latvije, je pobegnil iz nemškega evakuacijskega čolna in se skril zadaj, da bi čakal Rdečo armado, ko ga je NKVD aretirala in obsodila na deset let zapora s težkim delom zaradi sodelovanja s sovražniki. To je bilo zato, ker je bil pod okupacijo vneti župnik in je opravljal zelo uspešno misijonarsko delo. V zvezi z misijonarskim delom na zasedenem ozemlju blizu Leningrada je napisal: "Odpirali smo in ponovno posvečali zaprte cerkve, izvajali množične krste. Težko si je predstavljati, kako so ljudje po letih sovjetske prevlade stradali za Božjo besedo. Poročili smo se in pokopali ljudi; dobesedno nismo imeli časa za spanje. Mislim, da če bi takšno misijo poslali danes na Ural, v Sibirijo ali celo v Ukrajino, bi videli enak rezultat."
Metropolit Losif (Chernov) (1893–1975), taganroški škof pred vojno, je do takrat, ko so Nemci zasedli mesto, preživel devet let v sovjetskih zaporih in taboriščih. Izkoristil je priložnost okupacije, da je zelo aktivno oživil cerkveno življenje in so mu grozili nacisti, ker je ostal zvest patriarhu v Moskvi. Ko so se nacisti umaknili, je bil zaradi oživitve cerkvenega življenja obsojen na enajst let trdega dela v vzhodni Sibiriji. Izpuščen je bil leta 1955. Poltavski nadškof Veniamin (1900–1976) je od leta 1921 do 1939 živel na ozemlju, ki je pripadalo Poljski. Tik pred invazijo je bil leta 1941 imenovan za škofa, zato so ga okupatorske sile utrpile zaradi pritiska, da bi prekinile odnose s patriarhom v Moskvi, vendar se je uprl. Potem ko so se Nemci umaknili, so ga aretirali in obsodili na dvanajst let zaprli v taborišča Kolyma, iz česar se ni nikoli fizično opomogel in si je izgubil vse lase.
Te množične aretacije so odmevale na ozemljih, ki jih Nemci niti niso zasedli. Na primer, aprila 1946 je bil v Moskvi val aretacij duhovnikov, ki so pripadali skupini škofa Afanasija, ki se je vrnila v uradno cerkev; bili so obsojeni na dosmrtni zapor s težkim delom. Mnogi verniki so bili aretirani in zaprti, tudi verski filozof SI Fudel; večina jih je že bila v zaporu in le redki so videli svobodo do Stalinove smrti leta 1953. Duhovni oče skupine, p. Serafim (Batiukov), je umrl leta 1942, vendar je bilo njegovo truplo izkopano ter ga premeščeno s strani komunistov, da bi preprečili romanje do njegovega groba s strani ljudi, ki so verjeli, da je svetnik.

## Povojno pregajanje
Med letoma 1945 in 1959 se je uradna organizacija cerkve močno razširila, čeprav so bili posamezni člani duhovščine občasno aretirani in izgnani. Število odprtih cerkva je doseglo 25.000. Do leta 1957 je delovalo približno 22.000 ruskih pravoslavnih cerkva. Toda leta 1959 je Nikita Hruščov sprožil lastno kampanjo proti Ruski pravoslavni cerkvi in s tem prisilil zapreti približno 12.000 cerkva. Do leta 1985 je ostalo aktivnih manj kot 7000 cerkva. 
Ko je Rdeča armada postopoma začela potiskati nemške vojake iz Rusije in je bila zmaga vse bolj gotova, se je začela vstajati protiverska propaganda. Centralni komite je leta 1944 in 1945 izdal nove resolucije, ki pozivajo k prenovi protiverske propagande. Do konca Stalinovega življenja pa je bila propaganda večinoma omejena na besede, njen glavni cilj pa je bil boj proti Vatikanu. Z izgradnjo "železne zavese" po državah z velikim številom rimokatolikov je bila ta politika deloma namenjena izolaciji komunističnih držav od vpliva Vatikana. Karikature Pija XII. In drugih škofov RKC so jih prikazovale kot vojaške zagovornike in podpornike policijskih brutalnosti. To propagando je spremljalo rušitev unijatskih cerkva (katoliških cerkva vzhodnega obreda) v Ukrajini, Češkoslovaški, Poljski in Romuniji, ki so bile prisilno združene s pravoslavno cerkvijo. Dobili so možnost, da postanejo katoličani zahodnega obreda, vendar je odsotnost delujočih cerkva v tem obredu, razen v velikih mestih, in predanost bizantinskemu obredu marsikoga pri tem preprečilo; mnogi, ki so se uprli uradnemu ukrepu, so bili zaprti. Luteranska cerkev na baltskih ozemljih skupaj z Rimskokatoliško cerkvijo sta bili podvrženi napadom zaradi tega, kar je država dojemala kot zvestobo tujim vplivom- zlasti luterani so bili krivi za odprto podporo nemškemu osvajanju. 
Ukrajinska grškokatoliška cerkev in njena duhovščina  sta v času po vojni postali ena od žrtev sovjetskih komunističnih oblasti. Leta 1945 so sovjetske oblasti duhovnike, menihe in druge vernike aretirale, deportirale in obsodile na taborišča prisilnega dela v Sibiriji in drugod cerkvenega metropolita Josifa Slipyja, devet škofov ter stotine duhovnikov in vodilnih laičnih aktivistov. Medtem ko je bila v preostalem delu države omejena, je bila pravoslavna cerkev spodbujena k širitvi v zahodni Ukrajini, da bi odvzela vernike ukrajinskim katoličanom. 
Vsi zgoraj omenjeni škofje in velik del duhovnikov so umrli v zaporih, koncentracijskih taboriščih, notranjem izgnanstvu ali kmalu po izpustitvi med poststaljinsko otoplitvijo. Izjema je bil metropolit Josyf Slipyj, ki je bil po 18 letih zapora in preganjanju izpuščen po posredovanju papeža Janeza XXIII., nato pa je pobegnil v Rim, kjer je prejel naziv majorja za nadškofa v Lvovu in leta 1965 postal kardinal. Vsi samostani vzhodnega obreda so bili zaprti do leta 1953. 
Pravoslavni verniki so se morali močno boriti, da bi ohranili cerkve, ki so bile ponovno odprte med vojno, nekatere od njih pa je zaprl Svet za zadeve pravoslavne cerkve, ki je škofom poskušal preprečiti tudi uporabo disciplinskih ukrepov proti člani cerkve zaradi nemorale. Lokalni pooblaščenci Sveta za zadeve pravoslavne cerkve so si zelo prizadevali, da bi duhovnikom otežili zaščito na novo odprtih cerkva (to je verjetno veljalo tudi za druge vere). Na primer, leta 1949 so bile tri od petinpetdeset cerkva v krimski škofiji zaprte, deloma morda kot ukrep za zmanjšanje ugleda in dosežkov mučenika-škofa Luke. Za pomoč pri novih zaprtjih je bil uveden nov ukrep, ki je dovoljeval zapiranje cerkva, če šest mesecev ni služil duhovnik. Ta novi ukrep, skupaj s povojnim pomanjkanjem duhovščine, ki ga je povzročil režim (zaradi pobojev ali aretacije duhovščine s strani države in odsotnosti odprtja semenišč), je omogočil zaprtje številnih cerkva.
Protestanti so v povojnem obdobju opazili tudi večjo strpnost. Na baptiste pa so gledali z velikim sumom zaradi njihovega aktivnega preganjanja in močnih tujih vezi, zlasti z ZDA. 
Davčne oprostitve za samostane so bile uvedene 29. avgusta 1945.
Stalinova nova strpnost do vere je bila omejena, država pa ni dopuščala duhovnikom, ki so aktivno spodbujali širitev vere, na primer Saharovcev. Na primer, leta 1945 je bil škof Manuil imenovan za vodjo škofije Orenburg na južnem Uralu, kjer je znova odprl na desetine novih župnij, prižgal ogenj vere pri mnogih mlačnih ljudeh in sprožil versko oživitev na tem območju. Zato so ga leta 1947 aretirali in obsodili na osem let težkega zapora. Dimitri Dudko je bil aretiran zaradi neobjavljenih verskih pesmi, skupina študentov moskovske univerze, ki je v poznih štiridesetih letih ustanovila versko-filozofsko študijsko skupino, pa je bila neslavno aretirana. Slednjo skupino je v letih 1946-1947 ustanovil Ilia Shmain, 16 do 17-letni mladinec in študent filologije. Shmain je sklenil, da materialistična filozofija ni ustrezna za razlago temeljnih eksistencialnih vprašanj, in ustanovil svoj klub, kjer je skupina razpravljala o umetnosti, filozofiji in religiji. Govorili so o vzhodnih religijah in krščanstvu. Načrtovati so se začeli krsti, ko so jih 19. januarja 1949 aretirali in nato obsodili na 8–10 let težkega zapora pod obtožbo kritiziranja naukov marksizma -lenjinizma (ker so kritizirali njegove ateistične vidike). Teološko semenišče v Saratovu je bilo zaprto leta 1949. 
Upravni odloki in politični členi kazenskega zakonika so se še naprej uporabljali kot krinke, na podlagi katerih je prihajalo do protiverskega preganjanja. Napadli so versko aktivne in predane vernike, ki so poskušali razširjati svojo vero. 
Preostanek Stalinovega življenja je imel na cerkev malo fizičnih napadov, vendar se je preganjanje stopnjevalo leta 1947, nato pa je bilo znova razglašeno, da članstvo v komsomolu ali zasedba učiteljskega položaja ni združljivo z verskim prepričanjem. Protiverska propaganda se je v časopisih obnavljala, vendar z veliko manj moči kot prej. Pogosto se je propaganda vzdržala omenjanja religije posebej in bi zanjo uporabila nekaj evfemizma. 
Od leta 1946 je sovjetski tisk začel kritizirati pasivni odnos do vere, zlasti v mladinskih organizacijah, kot sta Komsomol in Pionirji. Kritiziral je javne šole, kjer je zahteval ponovno aktiviranje protiverske propagande na vseh ravneh.
Leta 1947 je bilo ustanovljeno Vseslovensko društvo za širjenje političnega in znanstvenega znanja, skratka Znanie, ki je dejansko podedovalo vlogo, ki jo je LMG pustila kot protireligijski propagandni organ. To je bila mnogo bolj znanstvena ustanova kot LMG, vendar je bila zelo raznolika, tako da so se ji lahko pridružili tudi verniki. Leta 1949 je trdil, da je imel 40.200 polnopravnih in pridruženih članov. Centralni komite CPSU je leta 1949 kritiziral organizacijo, ker ni imela dovolj članstva, zlasti znanstvenega, ni bila dovolj pozorna na ateistično propagando in je na svojih predavanjih pokazala premalo skrbi za ideološke vsebine. Odbor je pozval, naj se preoblikuje v množično prostovoljno organizacijo sovjetske inteligencije (opomba: to ne pomeni, da se ljudje dejansko ne morejo pridružiti), pozval je, naj ima v svojih predavanjih več ideološke vsebine in da bodo vsa predavanja  pred oddajo v odobritev.
Leta 1950 je trdil, da ima 243.000 polnopravnih in pridruženih članov z 1800 institucionalnimi člani. Na koncu se je do leta 1972 povzpelo na 2 470 000 članov, vključno s 1700 člani Zveze in republikanskih akademikov znanosti ter 107 000 profesorji in doktorji znanosti; vodili so „Hiše znanstvenega ateizma“ v sovjetskih mestih. 
Akademija znanosti ZSSR je leta 1950 objavila svojo prvo povojno ateistično revijo, ki pa jo je nadaljevala šele od leta 1954.
7. julija 1954 je CK KPJ ugotovil, da so pravoslavna cerkev in druge krščanske sekte s svojimi pridigami in javnimi dejavnostmi (ki so bile po zakonodaji iz leta 1929 še tehnično nezakonite) tehnično nezakonite, pritegnile veliko mladih in da je več verskih služb. Odbor je zato javne institucije pozval, naj okrepijo protiversko propagando. Prav tako je pozval k nasičenosti vseh šolskih predmetov z ateizmom in k okrepitvi protiverskega izobraževanja. 10. novembra 1954 je Odbor izdal nasprotno resolucijo (po Stalinovi smrti je prišlo do pomanjkanja politične enotnosti), ki je kritizirala samovoljnost v protiverski kampanji ter uporabo obrekovanja in žaljivk proti vernikom.
Javne ustanove so v odgovor na resolucijo julija 1954 v naslednjih letih začele proizvajati več protiverske propagande. Akademija znanosti je leta 1957 objavila svoj letopis Muzeja zgodovine vere in ateizma, Znanie pa bi leta 1959 začelo izdajati mesečnik z naslovom Nauka in religija (Nauka in religija), ki bi bil nekoliko podoben predvojnemu Bezbozhnik. Do začetka osemdesetih let je narasel iz 100.000 izvodov na 400.000, nato pa se je zmanjšal na 340.000 ali 350.000.
Šolski sistem je v svojem učnem načrtu začel razvijati tudi ateistična gradiva. Na primer, v enem objavljenem učbeniku je bilo zapisano: "Religija je fantastičen in perverzen odsev sveta v človekovi zavesti ... Religija je postala medij duhovnega zasužnjevanja množic."
Za obdobje v letih, ki sledijo kmalu po letu 1954, je bilo značilno veliko liberalizma do verskega prepričanja, vendar se je bilo to konec petdesetih let. Cerkev je bila v tem obdobju zgrajena in število krstov ter kandidatov za semenišče se je povečalo. 

## Nadaljevanje protiverske kampanje
Novo obdobje preganjanja cerkve se je začelo v poznih petdesetih letih v času vladanja Nikite Hruščova. Cerkev je od leta 1941 precej napredovala in vlada je menila, da je treba sprejeti ukrepe za odziv.
Dve državni organizaciji za nadzor vere v državi (ena za pravoslavne, druga za vse ostale) sta med letoma 1957 in 1964 spremenili svoje funkcije. Prvotno jih je Stalin ustanovil leta 1943 kot organe za zvezo med verskimi skupnostmi in državo. V letih vladanja Hruščova je bila njihova funkcija ponovno interpretirana kot diktatorski nadzorniki verskih dejavnosti v državi. 
Nova navodila, izdana leta 1958, so napadla položaj samostanov, saj so jih obdavčili, odrezali njihovo zemljo in si prizadevali zapreti, da bi oslabili cerkev.
Od leta 1959 do 1964 je preganjanje delovalo na več ključnih ravneh:
1. Prišlo je do množičnega zaprtja cerkva (do leta 1965 se je število odprtih zmanjšalo iz 22.000 na 7.000)
2. Zapiranje samostano ter okrepitev zakonodaje iz leta 1929 o prepovedi romanja
3. Zaprtje večine še obstoječih semenišč in prepoved pastoralnih tečajev
4. Prepoved vseh storitev zunaj cerkvenih zidov in beleženje osebne identitete vseh odraslih, ki zahtevajo cerkveni krst, poroko ali pogreb. Neizpolnjevanje teh predpisov s strani duhovščine bi vodilo v prepoved njihove državne registracije (kar je pomenilo, da brez posebnega državnega dovoljenja sploh ne bi mogli več opravljati nobenega pastoralnega dela ali liturgije).
5. Odvzem starševskih pravic pri poučevanju vere svojim otrokom, prepoved prisotnosti otrok pri cerkvenih obredih (začetek leta 1961 pri baptistih in nato razširitev na pravoslavne leta 1963) in dajanje evharistije otrokom, starejšim od štiri leta. 
6. Prisilna upokojitev, aretacije in zaporne kazni duhovnikom, ki so kritizirali ateizem ali protiversko kampanjo, ki so izvajali krščansko dobrodelnost ali so religijo z osebnim zgledom naredili priljubljeno. 
7. Prav tako je bilo prepovedano zvonjenje cerkvenih zvonov in bogoslužja podnevi v nekaterih podeželskih okoljih od maja do konca oktobra pod pretvezo o zahtevah za delo na terenu. 
Sovjetska vlada je sprejela številne metode ustvarjanja situacij, ki so omogočale zakonsko zaprtje cerkva ali semenišč (npr. Zavrnitev izdaje dovoljenj za popravilo stavb, nato pa zaprtje cerkva, ker niso bile varne).
Protiverska vzgoja in protiverska propaganda sta se okrepili in povečali. Stalinova zapuščina toleriranja cerkve po letu 1941 je bila kritizirana kot prelom z Leninom.
Leta 1960 je Centralni komite vrnil "individualno delo" med verniki, kar je bil koncept, ki so ga uporabljali v tridesetih letih dvajsetega stoletja. To je bila praksa, da so učitelji ateisti (imenovani z različnimi javnimi ustanovami, vključno s KP, Komsomolom, Znaniem in sindikati) obiskovali znane verske vernike na njihovih domovih, da bi jih prepričali, naj postanejo ateisti. V večini primerov so bili mentorji verniki.  Če vernik ne bi bil prepričan, bi mentor na to opozoril njihov sindikat ali strokovne kolektive, "zaostalost in vztrajnost" določenih vernikov pa so predstavili na javnih sestankih. Če to ne bi delovalo, bi sledilo upravno nadlegovanje na delovnem mestu ali v šoli, verniki pa bi bili pogosto izpostavljeni slabše plačanim delovnim mestom, blokiranju napredovanja ali izključitvi s fakultete, če bi bil vernik na fakulteti. Učitelji so običajno fizično kaznovali verne šolarje. 
Sovjetski mediji so dejansko poročali o zaprtju cerkva in semenišč kot odraz naravnega upada ljudi, ki so sledili verski veri. 
Vlada je leta 1961 duhovnikom prepovedala uporabo kakršnih koli disciplinskih ukrepov za vernike. Duhovniki so bili spremenjeni v zaposlene v skupini laikov, ki so po zakonu 'imeli v lasti' župnijo. Država je poskušala doseči več prebegov od duhovščine do ateizma, čeprav bi imeli le majhen uspeh.
Uvedeni so bili ukrepi, ki so posegali v duhovno življenje cerkve in so uničili njene finančne zmožnosti.  Kontrolirali so duhovnike, da bi našli primere, kjer bi jih lahko prijeli zaradi kršitve zakona. 
Za pomoč proti verskemu boju so bile ustanovljene nove javne ustanove. Krhkost v protiverskem boju je bila kritizirana, o metodologiji pa so razpravljali na konferencah in na druge načine.
Ocenjuje se, da je bilo med letom 1917 in koncem Hruščove vladavine ubitih 50.000 duhovnikov. Število žrtev verjetno to močno presega. Člane cerkvene hierarhije so zaprli ali izgnali, njihova mesta je prevzela poslušna duhovščina, med katerimi je bilo veliko povezanih s KGB.

## 1964 - 1971
Po Hruščovem padcu so sovjetski pisatelji začeli previdno dvomiti o učinkovitosti njegove protiverske kampanje. Prišli so do splošnega zaključka, da ni uspel v širjenju ateizma in da je samo razjezil vernike ter jih potisnil pod zemljo, kjer so bili za državo bolj nevarni. Prav tako je vzbudil simpatije številnih nevernikov in ravnodušnih ljudi. Množična preganjanja so se po Hruščovu ustavila, čeprav bi bilo malo zaprtih cerkva ponovno odprtih, redki pa so se ujemali s tistimi, ki so jih zaprle lokalne oblasti. 
Dve glavni protiverski nadaljevanki, Letnik Muzeja zgodovine vere in ateizma ter Problemi zgodovine vere in ateizma sta kmalu prenehali izhajati. To je morda odraz negativnega odnosa do tako dvomljivih šolskih publikacij med pristnimi učenjaki, ki so bili del institucij, ki so pripravile te dokumente.
10. novembra 1964 je Centralni komite KPJ sprejel resolucijo, v kateri je ponovno potrdil prejšnja navodila, da so dejanja, ki užalijo vernike ali povzročajo upravno vmešavanje v cerkev, nesprejemljiva. 
Načelo preganjanja vere z namenom širjenja ateizma pa ni izginilo, tudi če so metodologijo ponovno pregledali po Hruščovu. Številna tajna, neuradna navodila, namenjena zatiranju Cerkve, so bila v času Brežnjevega nadzora sprejeta v uradne zakone, ki so s tem pravno legitimirali številne vidike preganjanj.
Eden od prvih znakov spremembe politike so bili članki v uradnem tisku, ki so poročali, da je bilo milijone vernikov, ki so podpirali komunizem, vključno s posebno levičarskimi verskimi gibanji v zahodnem in tretjem svetu (npr. Osvobodilna teologija v Latinski Ameriki), in da vsi vere ne bi smeli napadati. 
Akademija za družbene vede CK KPJ je dobila funkcijo objavljanja večjih študij o veri in ateizmu, kar je prej delala Akademija znanosti. Nova publikacija "Problemi znanstvenega ateizma" je nadomestila "Probleme zgodovine in ateizma" leta 1966. Nova publikacija je bila manj znanstvena kot prejšnja in je vsebovala intelektualno bolj grobo kritiko religije. 
Leta 1965 sta bila sveta za verska vprašanja v državi združena v Svet za verske zadeve (RAK). Ta novi organ je dobil uradno zakonodajo, ki mu je dajala diktatorska pooblastila za upravljanje verskih organov v državi (prej sta dve organizaciji, ki sta bili pred njim, uporabljali ta pooblastila po neuradnih navodilih).  Nekaj let kasneje je namestnik vodje bonitetne agencije V. Furov v poročilu CK KPJ zapisal: „Sinoda je pod nadzorom bonitetne agencije. Vprašanje izbire in razporeditve njenih stalnih članov je v celoti v rokah bonitetne agencije, kandidature rotirajočih članov se predhodno uskladijo tudi z odgovornimi uradniki bonitetne agencije.  Patriarh Pimen in stalni člani sinode pripravljajo dnevni red vseh zasedanj sinode v pisarnah bonitetne agencije ... in usklajujejo [z nami] končne „odločitve svete sinode“. 
Država ni dovolila ponovnega odprtja semenišč do konca osemdesetih let, vendar se je strinjala, da bo omogočila razširitev treh semenišč in dveh podiplomskih akademij v državi, ki niso bili zaprti. 
Obseg protireligijske propagande v predavanjih, knjigah, tisku, člankih itd. se je na splošno zmanjšal po letu 1964. Naklada tiskanih del pa bi presegla tisto, kar je bilo pod Hruščovom. V protiverski propagandi torej ni prišlo do zatišja, čeprav so takratni partijski dokumenti pri kritiziranju vere uporabljali manj neposreden jezik. 
Ton protiverske propagande se je znižal in postal manj zloben, kot je bil v preteklih letih. To je povzročilo nekaj kritik s strani Pravde, ki je urejala vse večjo ravnodušnost do protiverskega boja. Znane so kritizirali, ker je zmanjšal obseg protiverskih predavanj.  
Komsomol je bil v sedemdesetih in osemdesetih letih dvajsetega stoletja v notranjem komsomolu in v partijskih dokumentih kritiziran zaradi ohlapnosti pri protiverskem delu med mladimi. Z resolucijo 15. komsomolskega kongresa leta 1966 je bilo v okviru prenove ideologije in ateizma med sovjetsko mladino sklenjeno ustanoviti posebne republiške in okrožne komsomolske šole po vzoru partijskih šol.
Decembra 1971 je bilo ustanovljeno "Filozofsko društvo ZSSR" z namenom (namesto da bi sledilo resnici) "neutrudne ateistične propagande znanstvenega materializma in ... boja proti revizionističnim strpnim težnjam do religije, proti vsem popuščanjem verski Weltanschauung. To je izhajalo iz resolucije CK KPJ iz leta 1967. 
Duhovniki, ki so kršili zakon, so bili lahko kaznovani, posvetnim oblastem, ki so kršile zakone o verskih kultih, pa ni bila izrečena nobena pravna kazen. 
Kljub upadanju neposrednega preganjanja so sovjetski mediji v letih po Hruščovem padcu poročali, da se verski obredi (na primer poroke, krsti in pogrebi) zmanjšujejo, pa tudi dejansko število ljudi, ki izvajajo vero. To je bilo predstavljeno kot naraven proces in ne kot posledica terorja, nadlegovanja, groženj ali fizičnih zaprtosti, kot je bilo značilno za prejšnja protireligijska dela. Kakovost študij, ki so odkrile te številke, so postavljali pod vprašaj znanstveniki, tudi implicitno celo sovjetski učenjaki. 
Sovjetski mediji so poskušali popularizirati klube KVAT (klube militantnega ateizma), vendar niso našli nobenega uspeha nikjer razen v Latviji. Podobni klubi so dosegli nekaj uspeha v zahodni Ukrajini.

## Obnova preganjanja v sedemdesetih letih
Agresivnejše obdobje protiverskega preganjanja se je začelo sredi sedemdesetih let po spremembah protiverske zakonodaje iz leta 1929 in iz leta 1975 in 25. kongresu stranke. To je povzročilo posledico naraščajoče zaskrbljenosti zaradi brezbrižnosti, zlasti med mladimi, do protiverskega boja, pa tudi vse večjih vplivov Cerkve.
Protiverska propaganda se je okrepila. Hkrati je protireligijska propaganda vse bolj razlikovala med domnevno lojalno večino vernikov in državnimi sovražniki, ki so zasedli obrobje vere. Duhovniki in škofje, ki se niso popolnoma podredili državi in/ali so se ukvarjali z verskimi dejavnostmi zunaj rutinskega izvajanja verskih obredov, so veljali za državne sovražnike. Škofje, ki so jih kritizirali zaradi "visoke verske dejavnosti", so razselili po vsej državi. Svet za verske zadeve je trdil, da je prevzel nadzor nad patriarhovo sinodo, ki je morala svoja zasedanja in odločitve usklajevati z bonitetno agencijo. 
Cerkvena hierarhija ne bi mogla imeti disciplinskih pooblastil. Medtem ko je država dopuščala svobodo pridig in homilij, je bila ta svoboda omejena, saj so lahko bile le 'izključno verskega značaja' (v praksi je to pomenilo, da duhovniki, ki so pridigali proti ateizmu in državni ideologiji, niso bili zaščiteni). Mlako duhovščino so dopuščali, duhovščino z misijonarsko vnemo pa je bilo mogoče odjaviti.
Ljudje, ki so bili bolj izobraženi ali so zasedli pomembnejše položaje, so bili podvrženi ostrejšemu nadlegovanju in kaznovanju kot tisti, ki niso bili izobraženi. Versko mladino na fakultetah je bilo včasih mogoče poslati v psihiatrične bolnišnice, ker bi bila samo oseba s psihološko motnjo še vedno verna, potem ko bi prešla celotno protiversko izobraževanje. 
Leta 1975 je bonitetna agencija dobila uradni pravni nadzor nad državo (pred tem je imela neuradni nadzor). Vsaka župnija je bila dana na voljo bonitetni agenciji, ki je edina imela pooblastilo za registracijo. RAK bi lahko samovoljno odločala o registraciji verskih skupnosti in jim dovolila čaščenje ali ne. To politiko so spremljali ustrahovanje, izsiljevanje in grožnje duhovniku, v celoti pa naj bi demoraliziralo Cerkev. 
Sovjetsko ustavo iz leta 1977 so oblasti včasih razlagale tako, da vsebuje zahtevo, da morajo starši svoje otroke vzgajati kot ateiste. Zakonsko je bilo mogoče staršem odvzeti otroke, če jih niso vzgajali kot ateiste, vendar so bile te zakonske omejitve uveljavljene le selektivno, ko so se oblasti za to odločile.
Metodologija protiverske propagande je bila izpopolnjena in stare metode so bile kritizirane, udeleženci pa zaradi ohlapnosti. Centralni komite CPSU je leta 1979 izdal pomembno resolucijo, ki je pozival k močnejši protiverski propagandi. 
Konec sedemdesetih let dvajsetega stoletja so se pojavile govorice, da je Pisarov opravil obsežno znanstveno študijo, ki je očitno v nasprotju z uradnimi podatki o opuščanju vere, vendar zaradi tega nikoli ni bila objavljena. 
CC je leta 1983 izdal še eno resolucijo, ki je obljubila, da bo ideološko delo proti veri glavna prednostna naloga partijskih odborov na vseh ravneh. 
Cerkev in država sta v letih pred 1.000. obletnico sprejetja Rusije v krščanstvo, ki so jo opazovali leta 1988, vodili propagandni boj glede vloge Cerkve v zgodovini Rusije.
Do leta 1987 se je število delujočih cerkva v Sovjetski zvezi zmanjšalo na 6893, število delujočih samostanov pa na le 18.

## Prodor sovjetskih tajnih služb v cerkve
Po arhivu Mitrokhina in drugih virih je bil Moskovski patriarhat ustanovljen po naročilu Stalina leta 1943 kot prednja organizacija NKVD in kasneje KGB. Vse ključne položaje v Cerkvi, vključno s škofi, je odobril Ideološki oddelek  CPSU in KGB. Duhovniki so bili uporabljeni kot nosilci vpliva v Svetovnem svetu cerkva in frontnih organizacijah, kot so Svetovni mirovni svet, Krščanska mirovna konferenca in Društvo Rodina ("domovina"), ki ga je leta 1975 ustanovil KGB.
Bodoči ruski patriarh Aleksije II je dejal, da je Rodina kot eden vodilnih organizatorjev ustvarjena za "vzdrževanje duhovnih vezi z našimi rojaki". Po arhivu in drugih virih je Alexius delal za KGB kot agent DROZDOV in od agencije prejel častno navedbo za različne storitve. Duhovniki so tudi zaposlovali obveščevalne agente v tujini in vohunili za rusko diasporo. Te Mitrokhinove podatke potrjujejo drugi viri. 
Govorilo se je, da je infiltracija duhovnikov KGB celo dosegla to, da so agenti KGB poslušali priznanja.

## Glasnost
Od poznih osemdesetih let dvajsetega stoletja, ko je oblast vodil Mihail Gorbačov, so nove politične in družbene svoboščine povzročile, da so bile številne cerkvene zgradbe vrnjene cerkvi, ki so jih obnovili lokalni farani. Ključna točka v zgodovini Ruske pravoslavne cerkve je bila leta 1988 - tisočletna obletnica krsta Kijevske Rusije.
Moskovski patriarhat je uspešno izvedel pritisk, da bi dobil revizijo nekaterih protiverskih zakonov. Januarja 1981 so bili duhovniki v svojem davčnem statusu prekvalificirani iz obdavčitve zasebnega trgovskega podjetja (kot so bili prej) v enako obdavčitev kot v zasebni medicinski praksi ali pri zasebnih pedagogih. Ta nova zakonodaja je duhovniku dala tudi enake premoženjske in dedne pravice ter privilegije, ki so bili državljanom podeljeni, če so bili veterani vojne. Župnijska laična organizacija 20 oseb, ki so bile lastnica župnije, je dobila status pravne osebe s svojimi ustreznimi pravicami in možnostjo sklepanja pogodb (Lenin je cerkvi leta 1918 odvzel ta status). Prvič po dolgih letih so verska društva lahko zakonito imela v lasti svoje bogoslužne hiše. Vendar je v tej zakonodaji še vedno ostalo nekaj dvoumnosti, ki so dopuščale prostor za ponovno razlago, če je država želela ustaviti "nenadzorovano" razširjanje gradnje novih cerkva. 
Državni zastopniki bi lahko še vedno močno infiltrirali verska telesa zaradi pooblastila lokalnih oblasti, da zavrnejo izvoljene župnijske uradnike in namestijo svoje ljudi v laično organizacijo, ki je lastnica župnije, kar pomeni, da tudi če imajo lastništvo nad svojimi cerkvami, še vedno je bil dejansko v rokah države. Največji dobiček te nove zakonodaje pa je bil v tem, da so otroci, stari deset let in več, lahko aktivno sodelovali pri verskih obredih (npr. Služenje kot akoliti, psalmisti, v pevskih zborih) in da so lahko otroci vseh starosti v cerkvi prisotni med  storitve in tudi prejemanje obhajila.
Profesorji na teoloških šolah in vsi duhovniki ter laiki, ki so delali na Oddelku za zunanje cerkvene odnose Cerkve, so bili podobno obdavčeni kot vsi sovjetski zaposleni v priznanju njihovega prispevka k pozitivni sovjetski podobi v tujini.
Državni dodatek k razširitvam v obstoječa semenišča je obrodila sadove in v zgodnjih osemdesetih letih se je število študentov na teh ustanovah povečalo na 2.300 dnevnih in dodatnih študentov (leta 1964 jih je bilo le 800). 
Verska društva so leta 1985 dobila nadzor nad lastnimi bančnimi računi.
Ta zakonodaja v osemdesetih letih dvajsetega stoletja je zaznamovala nov odnos sprejemanja vere s strani države, ki se je odločila, da je najboljše, kar lahko naredi, preprosto zmanjšati, kar se ji zdi škodljiv vpliv vere. Medtem, ko je država v 80. letih dvajsetega stoletja poskušala okrepiti preganjanje religije, je cerkev to vse bolj doživljala kot zgolj zadrževalne napade ideološko bankrotiranega, a še vedno fizično močnega sovražnika. Vrhovni voditelji strank so se vzdržali neposredne vpletenosti v novo ofenzivo, morda zaradi negotovosti glede njihovega potencialnega uspeha in želje, da bi imeli nekaj manevrske sposobnosti v skladu z željo, da bi se na predvečer tisočletne obletnice spreobrnjenja Rusije v vernike preveč izognili nasprotovanju vernikom krščanstva. 
Po razpadu Sovjetske zveze je ruska vlada do neke mere odkrito sprejela Rusko pravoslavno cerkev in prišlo je do renesanse v velikem številu vernikov v Rusiji.